# Danail Petrow
Danail Andonow Petrow (bulgarisch Данаил Андонов Петров; * 5. Februar 1978 in Kasanlak) ist ein ehemaliger bulgarischer Radrennfahrer.
Danail Andonow Petrow begann seine internationale Karriere im Jahr 2000 beim portugiesischen Radsportteam Gresco-Tavira. Seinen ersten Vertrag bei einem UCI Professional Continental Team erhielt er 2012 bei der spanischen Mannschaft Caja Rura, bei der er 2013 seine Laufbahn beendete.
Petrow gewann auf internationaler Ebene vornehmlich Abschnitte kleinerer Etappenrennen. Im Jahr 2006 gewann er darüber hinaus die Gesamtwertung der Troféu Joaquim Agostinho. Danail Petrov nahm am Straßenrennen der Olympischen Sommerspiele in London 2012 teil und belegte Rang 61. Auf nationaler Ebene wurde er viermal bulgarischer Meister im Straßenrennen.
Sein Vater Andon Petrow war ebenfalls Radrennfahrer.

## Erfolge
2002
- eine Etappe GP Minho
- eine Etappe Portugal-Rundfahrt

2004
- eine Etappe Volta ao Alentejo

2005
- eine Etappe Troféu Joaquim Agostinho

2006
- Gesamtwertung und eine Etappe Troféu Joaquim Agostinho

2008
- eine Etappe Grand Prix CTT Correios de Portugal
- eine Etappe Grande Prémio Internacional de Torres Vedras
- zwei Etappen Bulgarien-Rundfahrt

2010
- Bulgarischer Meister – Straßenrennen

2011
- eine Etappe Tour of Isparta
- Bulgarischer Meister – Straßenrennen

2012
- Bulgarischer Meister – Straßenrennen

2013
- Bulgarischer Meister – Straßenrennen

## Teams
- 2000: Gresco-Tavira
- 2001: Gresco-Tavira
- 2002: Porta da Ravessa-Zurich
- 2003: Carvalhelhos-Boavista
- 2004: Carvalhelhos-Boavista
- 2005: Milaneza Maia
- 2006: Maia Milaneza
- 2007: Benfica
- 2008: Benfica
- 2009: Madeinox-Boavista
- 2010: Madeinox-Boavista
- 2011: Konya Torku Şeker Spor-Vivelo
- 2012: Caja Rural
- 2013: Caja Rural-Seguros RGA